# Palazzo delle Poste (Agrigento)
Il palazzo delle Poste di Agrigento è un edificio ubicato in piazza Vittorio Emanuele, accanto alla Questura. Fu progettato da Angiolo Mazzoni nel periodo tra il 1932 ed il 1936 e la sua forma circolare lo rende unico nel suo genere. All'interno del colonnato esterno sono presenti dei mosaici che ricordano il periodo della prima guerra mondiale.

## Descrizione
Annoverata da Benito Mussolini nel 1930 come una delle opere pubbliche da promuovere in Sicilia, il palazzo venne realizzato sostanzialmente fra il 1932 e il 1935.
L'impianto cilindrico, ancorato alla naturale orografia della zona, è dettato anche dalle scelte formali che caratterizzano l'opera «allo stesso tempo futurista, metafisica e razionalista». Anche l'utilizzo dei materiali, dal cemento armato alle pietre colorate, la compresenza di caratteri funzionali e di elementi decorativi, i mosaici di Matilde Festa Piacentini e le sculture di Quirino Ruggeri, rendono il palazzo delle poste di Agrigento un episodio particolarmente significativo nella produzione di Angiolo Mazzoni.
L'edificio ottenne peraltro una immediata pubblicità, grazie anche alla visita di Luigi Pirandello, documentata da fotografie conservate nel fondo archivistico del '900 del Museo d'arte moderna e contemporanea di Trento e Rovereto.